# Джеймс Хътън
Джеймс Хътън (на английски: James Hutton) е шотландски геолог, лекар, химик, натуралист и експериментален агроном. Той създава теорията на униформизма – фундаментален принцип на геологията, обясняващ характеристиките на земната кора чрез естествени процеси в хода на геоложкото време. Работата на Хътън установява геологията като наука, в резултат на което той често е наричан „баща на съвременната геология“.
Чрез наблюдения и внимателно обосновани геологически аргументи, Хътън започва да вярва, че Земята постоянно търпи промяна. Той осъзнава, че историята на Земята може да се определи чрез разбирането на процеси като ерозията и седиментацията. Неговите теории относно геологията и геоложкото време (наричано също дълбоко време) са включени в теориите на плутонизма и униформизма. Някои от трудовете му предсказват хипотезата Гея.

## Ранен живот и кариера
Хътън е роден в Единбург на 3 юни 1726 г. Той е едно от петте деца на Сара Балфур и Уилям Хътън, търговец, който е ковчежник на град Единбург. Бащата на Хътън умира през 1729 г.
Джеймс получава образованието си в Кралското средно училище на Единбург, където той започва да проявява все по-голям интерес към математиката и химията. Когато е на 14 години се записва в Единбургския университет като „студент по човечество“, изучавайки класически науки. Назначен е на работа при адвоката Джордж Чалмърс, когато е на 17 години, но проявява по-голям интерес към химичните опити, отколкото към правната работа. На 18-годишна възраст той става лекарски асистент и присъства на лекциите по медицина в Единбургския университет. След три години той отива в Парижкия университет, за да продължи обучението си, получавайки степен доктор по медицина от Лайденския университет през 1749 г. с дисертация върху кръвообращението.:с. 2
След това Хътън се връща в Лондон, а през 1750 г. се завръща обратно в Единбург, където продължава химичните си опити с приятеля си Джеймс Дейви. Тяхната работа по получаването на амониев хлорид от сажди води до партньорството им в доходоносна химическа фабрика,:с. 2 произвеждаща кристални соли, използвани за багри, в металообработването и като соли за вдишване. Хътън притежава и дава под наем имоти в Единбург и си наема пълномощник, който да управлява този му бизнес.

### Агрономия и геология
Хътън наследява от баща си ферми в Беруикшър, които са собственост на семейството от 1713 г.:с. 2 – 3 В началото на 1750-те години той се премества да живее при фермите и започва да прави подобрения по тях, въвеждайки селскостопански практики от други части на Великобритания и експериментирайки с отглеждането на някои растения и животни.:с. 2 – 3 Той записва идеите си и иновациите си в непубликувания трактат The Elements of Agriculture.:с. 60
С това той развива интерес към метеорологията и геологията. В писмо от 1753 г. той пише, че се е унесъл по изучаването на повърхността на земята и гледа с нетърпеливо любопитство към всяка яма, канавка или корито на река, която намери. Изчиствайки и отводнявайки фермата си, той получава много възможности. Математикът Джон Плейфеър разказва, че Хътън е забелязал, че „голяма пропорция от днешните скали са съставени от материали, получени от разрушаването на тела, животни, растения и минерали, от по-древни образувания“. Неговите теоретични идеи започват да се оформят през 1760 г. Докато селскостопанските му дейности продължават, през 1764 г. той потегля на геологична обиколка из северните части на Шотландия заедно с Джордж Максуел-Кларк, родствен предшественик на Джеймс Кларк Максуел.

### Единбург и изграждане на канал
През 1768 г. Хътън се завръща в Единбург, оставяйки фермите си на арендатори, но продължавайки да има интерес в селскостопанските подобрения и изследвания. Той разработва червено багрило, направено от корените на растението брош. Хътън е един от най-влиятелните участници в Шотландското просвещение и попада с много първокласни умове от научните среди, сред които Джон Плейфеър, Дейвид Хюм и Адам Смит. Хътън не работи в Единбургския университет и комуникира научните си открития чрез Единбургското кралско дружество. Той е особено близък приятел с Джоузеф Блек.
Между 1767 и 1774 г. Хътън има голямо участие в построяването на канала между Фирт ъф Форт и Фирт ъф Клайд, използвайки максимално геоложките си познанията, както като акционер, така и като член на управителния комитет, и присъства на срещи и инспекции на строителните работи. По това време той живее в Лийт. През 1777 г. той публикува памфлета Considerations on the Nature, Quality and Distinctions of Coal and Culm, който успешно помага да се получи облекчаване на акциза върху превоза на въглища. През 1783 г. той става един от съоснователите на Единбургското кралско дружество.

## По-късен живот и смърт
След 1791 г. Хътън страда от тежки болки, породени от камъни в пикочния мехур и се отказва от полевата работа, за да се концентрира върху завършването на книгите си. Опасна и болезнена операция не успява да го излекува. Той умира в Единбург и е погребан близо до Джоузен Блек, в запечатана днес западна секция на гробището Грейфрайерс.
Хътън не се жени и няма законни деца. Към 1747 г. му се ражда син от госпожа Едингтън, но макар да помага финансово на детето си, той не поддържа особен контакт с момчето, което отива да работи като пощенски служител в Лондон.

## Теория на скалните образувания
Хътън разработва няколко хипотези, за да обясни скалните образувания, които вижда около себе си, но според Плейфеър, той не бърза да публикува теорията си, тъй като е един от тези, които се вълнуват повече от стигането до истината, отколкото от славата на откритието. След около 25 години работа, неговата Теория на Земята се прочита на събрания на Единбургското кралско дружество на две части, първата от приятеля му Джоузеф Блек на 7 март 1785 г., а втората от самия него на 4 април 1785 г. Впоследствие, Хътън прочита откъс от своя дисертация пред дружеството на 4 юли 1785 г., който печата и разпространява лично. В него той обяснява теорията си:
| „ | Твърдите части на днешната земя изглежда като цяло са били съставени от продуктите на морето и на други материали, подобни на тези, намиращи се по бреговете. Оттук, има причина да заключим: Първо, че земята, на която се намираме, не е проста и оригинална, а е композиция и се е образувала от действието на вторични причини. Второ, че преди сегашната земя да се е образувала, е съществувал свят, съставен от море и земя, в който е имало приливи и течения с такова действие на дъното на морето, каквото има и днес. И, Накрая, че докато сегашната земя се е образувала на дъното на океана, бившата суша е поддържала растения и животни; поне морето се е обитавало от животни тогава, по подобен начин, както и днес. Следователно, можем да заключим, че по-голямата част от земята ни, ако не и цялата, е била създадена от действия, които са естествени за планетата; но за да се превърне тази земя в постоянно тяло, устояващо на действието на водите, са необходими две неща: Първо, консолидацията на масите, образувана от натрупвания на разхлабени или несвързани материали; Второ, издигането на тези консолидирани маси от дъното на океана, където са били събрани заедно, към сегашните има места над морското равнище. | “ |

### Търсене на доказателства
През 1785 г., в Глен Тилт в Шотландските планини, Хътън се натъква на гранит, проникващ в метаморфни шисти, което в известна степен подсказва, че гранитът е бил разтопен преди време. За него това показва, че гранитът се е образувал от охлаждането на разтопена скала, вместо от преципитацията от вода, както са вярвали други, и следователно гранитът трябва да е по-млад от шистите.
Той продължава да търси подобни прониквания на магмени скали в седиментни скали около Единбург, близо до Тронът на Артур. Намира още образци в Галоуей през 1786 г. и на остров Аран през 1787 г.
Наличието на ъглови несъответствия е забелязано от Нилс Стенсен и Орас дьо Сосюр, които ги интерпретират по отношение на нептунизма като „първични образувания“. Хътън иска сам да изследва този вид образувания, за да види „особените черти“ на взаимовръзка между скалните слоеве. По време на пътуването си към Аран през 1787 г. той намира своите първи образци на несъответствие между скалните слоеве близо до Лохранза, но ограничената видимост означава, че състоянието на пластовете отдолу не е достатъчно ясно за него, поради което той неправилно си помисля, че пластовете са съвместими на по-голяма дълбочина. По-късно през същата година той забелязва още несъответствия при Джедборо в слоеве от седиментни скали.
През пролетта на 1788 г. той потегля заедно с Джон Плейфеър към бреговете на Беруикшър и намира още образци на такива последователности в долините около Кокбърнспат. След това тръгват с лодка на изток покрай брега към Дънглас, където също намират образци. Плейфеър по-късно коментира относно преживяването: „умът изглежда, че се зашеметяваше, надниквайки толкова надалеч в бездната на времето“. Продължавайки по крайбрежието, те правят още открития, включително отрязъци от вертикални скални основи, показващи силно нагъване, които силно се харесват на Хътън, тъй като потвърждават неговото предположение, че тези основи няколко са били разположени хоризонтално под вода. Той открива и конгломерати на височини, демонстриращи обхвата на ерозията на пластовете.
Хътън установява, че трябва да е имало много голям брой цикли, всеки от които е включвал утаяване върху океанското дъно, повдигане с накланяне и ерозия. С убеждението, че това се дължи на същите геоложки сили, действали както в миналото, така и много бавно понастоящем, дебелината на откритите скални слоеве му внушава за огромни времеви интервали.

## Трудове
- 1785. Abstract of a dissertation read in the Royal Society of Edinburgh, upon the seventh of March, and fourth of April, MDCCLXXXV, Concerning the System of the Earth, Its Duration, and Stability. Edinburgh. 30 pp. at Oxford Digital Library.
- 1788.The theory of rain. Transactions of the Royal Society of Edinburgh, vol. 1, Part 2, pp. 41 – 86.
- 1788. Theory of the Earth; or an investigation of the laws observable in the composition, dissolution, and restoration of land upon the Globe. Transactions of the Royal Society of Edinburgh, vol. 1, Part 2, pp. 209 – 304. at Internet Archive.
- 1792. Dissertations on different subjects in natural philosophy. Edinburgh & London: Strahan & Cadell. at Google Books
- 1794. Observations on granite. Transactions of the Royal Society of Edinburgh, vol. 3, pp. 77 – 81.
- 1794. A dissertation upon the philosophy of light, heat, and fire. Edinburgh: Cadell, Junior, Davies. at e-rara (ETH-Bibliothek)
- 1794. An investigation of the principles of knowledge and of the progress of reason, from sense to science and philosophy. Edinburgh: Strahan & Cadell. at (VIRGO) University of Virginia Library)
- 1795. Theory of the Earth; with proofs and illustrations. Edinburgh: Creech. 3 vols. at e-rara (ETH-Bibliothek)
- 1797. Elements of Agriculture. Unpublished manuscript.
- 1899. Theory of the Earth; with proofs and illustrations, vol III, Edited by Sir Archibald Geikie. Geological Society, Burlington House, London. at Internet Archive